# 米爾福德 (密蘇里州)
米爾福德（英語：Milford）是位於美國密蘇里州巴頓縣的村。

## 人口
根據2020年美國人口普查的數據，米爾福德的面積為0.11平方千米，皆為陸地。當地共有人口24人，而人口密度為每平方千米218人。